# Apicia minucia
Apicia minucia är en fjärilsart som beskrevs av Druce 1892. Apicia minucia ingår i släktet Apicia och familjen mätare. Inga underarter finns listade i Catalogue of Life.